# Michele Fusco

Bischofswappen von Michele Fusco

Michele Fusco (* 6. Dezember 1963 in Piano di Sorrento, Italien) ist ein italienischer Geistlicher und römisch-katholischer Bischof von Sulmona-Valva.

## Leben
Michele Fusco empfing am 25. Juni 1988 das Sakrament der Priesterweihe. In den folgenden Jahren wirkte er als Religionslehrer und Pfarrer im Erzbistum Amalfi-Cava de’ Tirreni. Dort war er ab 1994 für die Jugendpastoral verantwortlich, ehe er 2001 Spiritual des Priesterseminars von Salerno wurde. Diesen Posten hatte Fusco zunächst bis 2007 inne und wurde 2012 erneut in selber Funktion nach Salerno berufen. Dazwischen war er Pfarrer an der Kathedrale Sant'Andrea Apostolo in Amalfi und Spiritual des Priesterseminars von Neapel.
Am 30. November 2017 ernannte ihn Papst Franziskus zum Bischof von Sulmona-Valva. Die Bischofsweihe spendete ihm am 4. Januar 2018 Crescenzio Kardinal Sepe, Erzbischof von Neapel. Mitkonsekratoren waren Orazio Soricelli, Erzbischof von Amalfi-Cava de’ Tirreni, und Fuscos Amtsvorgänger Angelo Spina, der zum Erzbischof von Ancona-Osimo aufgestiegen war. Am 4. Februar desselben Jahres wurde er in sein Amt eingeführt.